# Братерсвеллі Тауншип (округ Сомерсет, Пенсільванія)
Братерсвеллі Тауншип (англ. Brothersvalley Township) — селище (англ. township) в США, в окрузі Сомерсет штату Пенсільванія. Населення — 2379 осіб (2020).

## Демографія
Згідно з переписом 2010 року, у селищі мешкало 2398 осіб у 925 домогосподарствах у складі 719 родин. Було 985 помешкань
Расовий склад населення:
| - 99,0 % — білих - 0,4 % — азіатів - 0,1 % — чорних або афроамериканців |

До двох чи більше рас належало 0,5 %. Частка іспаномовних становила 0,7 % від усіх жителів.
За віковим діапазоном населення розподілялося таким чином: 22,7 % — особи молодші 18 років, 63,2 % — особи у віці 18—64 років, 14,1 % — особи у віці 65 років та старші. Медіана віку мешканця становила 42,4 року. На 100 осіб жіночої статі у селищі припадало 103,7 чоловіків;  на 100 жінок у віці від 18 років та старших — 105,3 чоловіків також старших 18 років.
Середній дохід на одне домашнє господарство  становив 61 654 долари США (медіана — 50 865), а середній дохід на одну сім'ю — 68 709 доларів (медіана — 59 583). Медіана доходів становила 44 701 долар для чоловіків та 31 199 доларів для жінок. За межею бідності перебувало 15,8 % осіб, у тому числі 33,3 % дітей у віці до 18 років та 4,4 % осіб у віці 65 років та старших.
Цивільне працевлаштоване населення становило 1285 осіб. Основні галузі зайнятості: освіта, охорона здоров'я та соціальна допомога — 23,1 %, виробництво — 13,9 %, роздрібна торгівля — 11,1 %, будівництво — 8,9 %.